# Tribu Teretina
La tribu Teretina est l'une des 35 tribus de Rome. Son nom a probablement pour origine un lieu situé près du Capitole appelé Terentus. 

## Origine et histoire
D'après Tite-Live, cette tribu a été créée en 299 av. J. C, peut-être « dans le but d'achever la continuité territoriale côtière de l'ager romanus ».
Pendant longtemps on a pensé qu'elle n'avait existé, hors de Rome, qu'à Arelate (actuellement Arles) en Narbonnaise. Toutefois, on vient de découvrir qu'elle exista également en Égypte (?), à Xanthos et que ce serait même la plus ancienne mention d'une tribu romaine dans cette région.

## Sources et bibliographie
- Tite-Live - Ab Urbe Condita